# Eugene Ely

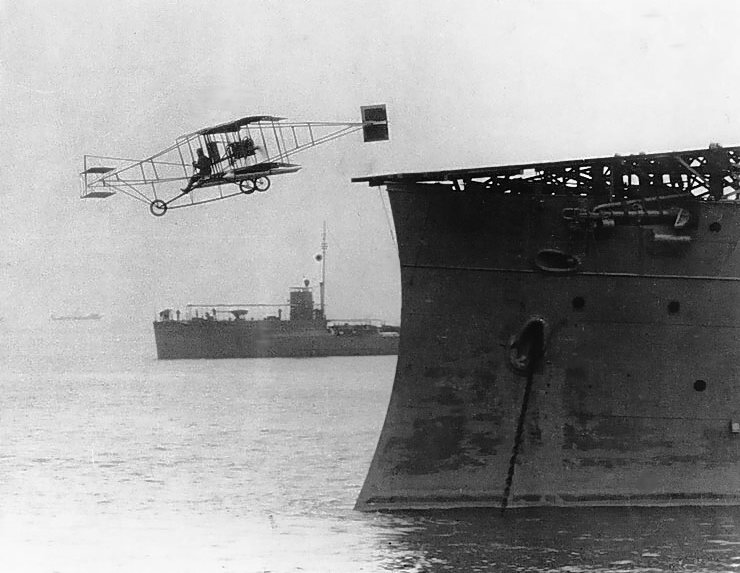
Ely startuje z USS "Birmingham", 14 listopada 1910

Eugene Burton Ely (ur. 21 października 1886 w Davenport, zm. 19 października 1911 w Macon) – amerykański pilot, pionier lotnictwa morskiego. Po raz pierwszy na świecie wystartował samolotem z pokładu okrętu i wylądował samolotem na pokładzie okrętu.

## Życiorys
W 1904 ukończył studia na uniwersytecie stanowym w Des Moines, po czym przeniósł się do San Francisco w Kalifornii, gdzie zajmował się wyścigami samochodowymi. W 1907 ożenił się z Mabel Hall.
Na początku 1910 przeniósł się do Portland w stanie Oregon, gdzie pracował jako sprzedawca samochodów u Henry'ego Wemme. Wemme wówczas zakupił jeden z pierwszych samolotów zbudowanych przez Glenna Curtissa i został przedstawicielem Curtissa na północny zachód USA. Ely, mając doświadczenie z samochodami, zaoferował się jako pilot. Rozbił jednak samolot, wychodząc przy tym bez obrażeń, po czym odkupił wrak od Wemmego i sam go wyremontował. Nauczył się następnie pilotażu i zaczął uczestniczyć w imprezach lotniczych. W czerwcu 1910 w Minneapolis spotkał Curtissa, po czym zaczął pracować w jego pokazowym zespole pilotów.

### Pierwszy w historii udany start
W październiku Ely i Curtiss spotkali komandora Washingtona Chambersa z marynarki wojennej USA (US Navy), który miał zadanie sprawdzić możliwość zastosowania nowo wynalezionych samolotów dla celów marynarki wojennej. Ely podjął się dokonania próby startu na własnym samolocie z pokładu płynącego okrętu. 14 listopada 1910 Ely wystartował na samolocie Hudson Flyer z prowizorycznej, drewnianej platformy o długości 25 m i szerokości 7 m, zbudowanej nad dziobem lekkiego krążownika USS "Birmingham" (CL-2) (dowódca kmdr W.B. Fletcher), w zatoce Hampton Roads (w stanie Wirginia). Próba zakończyła się sukcesem, chociaż jego samolot omal nie wpadł do wody. Wyczyn jego stał się następnie głośny w prasie.

### Pierwsze w historii udane lądowanie
Po dwóch miesiącach Ely podjął się trudniejszej próby, lądowania na pokładzie okrętu. 18 stycznia 1911 zdołał wylądować na platformie o długości 40 m i szerokości 10 m, zbudowanej tym razem na rufie krążownika pancernego USS "Pennsylvania" (ACR-4) (dowódca kmdr Charles F. Pond), zakotwiczonego w Zatoce San Francisco. Przy lądowaniu użył swojego pomysłu aerofiniszerów - poprzecznych lin ułożonych na pokładzie, zaczepianych przez samolot i ciągnących worki z piaskiem dla wyhamowania. Próby te, chociaż dowiodły realności bazowania samolotów z podwoziem lądowym na pokładach okrętów, aż do lat dwudziestych XX wieku nie doprowadziły do praktycznego wykorzystania tego pomysłu w postaci lotniskowców.

### Śmierć
Ely brał udział w pokazach lotniczych. 19 października 1911 poniósł śmierć w katastrofie swojego samolotu na pokazach w Macon w stanie Georgia. Pochowany został w mieście urodzenia. W 1933 został pośmiertnie odznaczony Distinguished Flying Cross za zasługi dla lotnictwa morskiego.